# 奥尔讷
奥尔讷（法語：Olne，法語發音：[ɔln]）是比利时瓦隆大区列日省韋爾維耶區的一个市镇，位于韦斯德尔河谷，通行法语，是比利时法语社群的一部分，人口4,087人（2018年1月1日）。